# Vicq-sur-Nahon
Vicq-sur-Nahon è un comune francese di 771 abitanti situato nel dipartimento dell'Indre nella regione del Centro-Valle della Loira.

## Società

### Evoluzione demografica
Abitanti censiti